# 七個斯拉夫部落

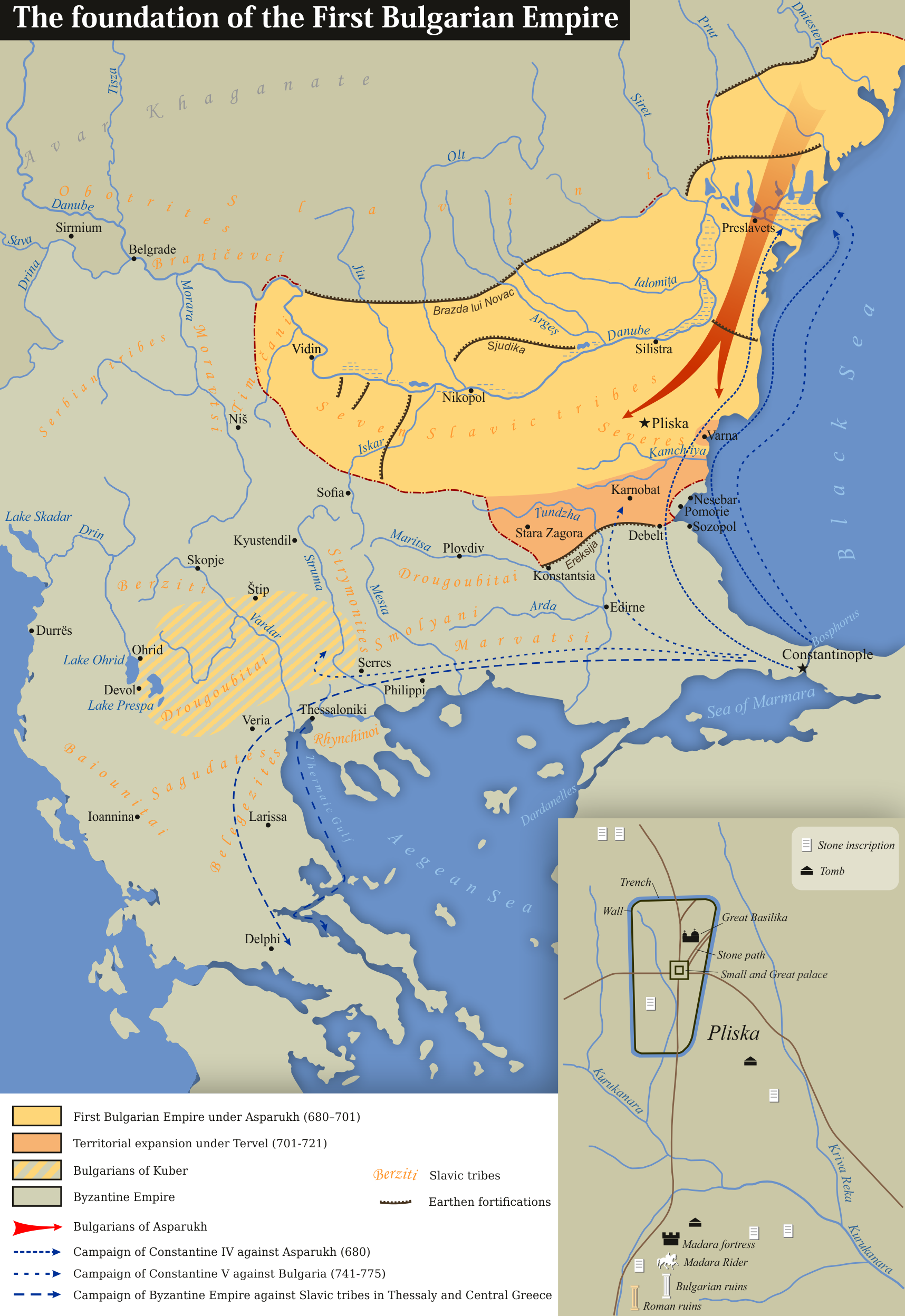
681年保加利亞第一帝國建立期間的七個斯拉夫部落

七個斯拉夫部落，或稱七個斯拉夫氏族（保加利亞語：Седемте славянски племена или Седемте рода, Sedem slavyanski plemena）是位於多瑙河下游的古斯拉夫部落聯盟，形成於七世紀中葉，並參與了保加利亞第一帝國於680至681年間的建立。

## 历史
自從這個部落聯盟建立以來，它便面臨拜占庭帝國的攻擊；而當保加爾人在七世紀70年代之間越過多瑙河南下時，部落聯盟便與他們建立聯繫。拜占庭僧侶、編年史家懺悔者狄奧法內斯記錄道，保加爾人成為了斯拉夫部落的統治者，而斯拉夫人也認可了可汗阿斯巴魯赫的統治，並於681年擊退了拜占庭的攻擊。
在七世紀晚期，部落聯盟被派往保加利亞第一帝國的西北邊界，在伊斯克爾河（Iskar）匯入多瑙河處設防，以防備來自阿瓦爾人的襲擊；他們也和同屬斯拉夫民族的塞維里安人（Severians）分擔巴爾幹山脈各個隘口的防禦。.
七個斯拉夫部落聯盟與保加爾人融合，成為現代保加利亞人的一份子，並在九世紀時隨鮑里斯一世（Boris I）皈依了基督宗教，然而他們的自主權與自治權也被逐漸收回。但真正的保加爾人數量有限，他們反而在文化、語言上斯拉夫化，到十世紀時，古代的保加爾語已近乎絕跡。